# Madeleine Collinson
Madeleine Collinson (22 de julio de 1952 - 14 de agosto de 2014) fue una modelo y actriz británica-maltesa. Fue elegida Playmate del mes para la revista Playboy en octubre de 1970, junto a su hermana gemela Mary Collinson. Fueron las primeras hermanas gemelas en ser Playmates juntas. 
Las gemelas Collinson llegaron a Gran Bretaña por primera vez en abril de 1969, y antes de su aparición en Playboy una de las primeras personas en utilizarlas fue el fotógrafo de glamour y director de cine Harrison Marks que las eligió como criadas picantes para su corto Halfway Inn. La película, hecha para el mercado de 8mm, fue realizada entre su llegada a Gran Bretaña y julio de 1970, cuando un fotograma de la película fue usado en un anuncio de Marks en la revista mensual Continental Film Review.
Ambas hermanas siguieron breves carreras como actriz, principalmente en películas de cine B. Madeleine se casó con un británico oficial de la Royal Air Force y tuvieron tres hijos. Se mudó después a Malta y se involucró en actividades culturales y educativas allí. En sus últimos años, Madeleine Collinson vivió en San Ġwann. Después de varios meses de enfermedad, falleció en el Mater Dei Hospital en Msida el 14 de agosto de 2014 con su hermana gemela Mary estando presente.

## Filmografía
- Some Like It Sexy (1969)
- Permissive (1970)
- Groupie Girl (1970)
- She'll Follow You Anywhere (1971)
- The Love Machine (1971)
- Twins of Evil (aka Twins of Dracula, 1971)

## Apariciones notables como invitada en televisión
- The Tonight Show presentado por Johnny Carson el 16 de septiembre de 1970

## Apariciones en revistas
- Impact '70 revista 1970 Vol. 1. Núm. 1 "Double Exposure" foto-historia hecha de fotogramas de "Halfway Inn".
- Cine X revista 1972 Vol.4 Núm.3 "Those Curvy Collinsons meet The Love Machine"
- Titbits Revista 11 de julio de 1973 "Which Twin has the Twinge"